# جرير (سويسرا)
جرير (بالفرنسية: District de la Gruyère)‏ هي واحدة من سبع مقاطعات في كانتونات سويسرا (كانتون فرايبورغ) في سويسرا، وعاصمتها بيول. بلغ عدد سكانها 57,619 بحلول 31 ديسمبر عام 2011.